# زهرة الدم اللحمية
زهرة الدم اللحمية (الاسم العلمي: Haemanthus carneus) هي نوع من النباتات تتبع جنس زهرة الدم من فصيلة النرجسية. تم وصف هذا النوع من النبات علمياً لأول مرة من قبل جون بيلندن كير غاولر سنة 1821.